# Rivière Ashberish
Pour les articles homonymes, voir Ash et Berish.
La rivière Ashberish coule dans la région administrative du Bas-Saint-Laurent, au sud de la péninsule gaspésienne, au Québec, au Canada. Cette rivière traverse les municipalités régionales de comté (MRC) de :
- Rivière-du-Loup : municipalité de Saint-Cyprien ;
- Les Basques : municipalité de Sainte-Rita ;
- Témiscouata : municipalité de Saint-Michel-du-Squatec.

La partie inférieure du bassin versant de la rivière Ashberish est accessible par la route 232. Les parties intermédiaire et supérieure sont accessibles par des routes forestières.

## Géographie
La rivière Ashberish prend décharge sud des Sept Lacs. Ce lac aussi pour émissaires la rivière des Trois Pistoles s'écoulant vers l'ouest dans le bassin versant de l'estuaire maritime du Saint-Laurent et la rivière Ashberish s'écoulant vers l'est dans bassin versant du Saint-Jean. Il s'agit du seul lac de la péninsule gaspésienne ayant un double émissaire et ses eaux se départageant entre les deux grands versants géographiques.
La source de la rivière Ashberish est située :
- au sud-est du point de déversement de la rivière des Trois Pistoles dans les Sept Lacs ;
- au nord-ouest de la frontière entre le Québec et le Nouveau-Brunswick ;
- au sud du pont de la route 132 enjambant la rivière des Trois Pistoles au centre-ville de Trois-Pistoles ;
- au nord-ouest de la confluence de la rivière Ashberish.

La rivière Ashberish coule sur environ 18 km répartis selon les segments suivants :
- vers l'est en zone forestière dans la municipalité de Saint-Cyprien, jusqu'à la limite de la municipalité de Sainte-Rita ;
- vers l'est, jusqu'au pont de la route forestière ;
- vers l'est, jusqu'à la limite de la municipalité de Saint-Michel-du-Squatec ;
- vers le sud-est, jusqu'à un ruisseau (venant du nord) ;
- vers le sud, jusqu'au pont de la route 232 ;
- vers le sud-ouest, jusqu'à son embouchure[1].

La rivière Ashberish se déverse sur la rive nord du lac Témiscouata, à la limite des municipalités de Saint-Cyprien et de Saint-Michel-du-Squatec. Cette confluence est située à :
- au nord-ouest de l'embouchure du lac Témiscouata ;
- au nord-ouest de la frontière entre le Québec et le Nouveau-Brunswick ;
- au nord du centre-ville de Cabano ;
- au nord-ouest du centre-ville de Dégelis.

## Toponymie
Le terme « Ash » constitue un prénom masculin ou féminin utilisé dans communauté anglo-saxonne. Le patronyme de famille Berish est aussi utilisé dans la communauté anglosaxonne. L'hydronyme rivière Ashberish évoque un individu nommé Ash Berish.
Le toponyme « Rivière Ashberish » a été officialisé le 5 décembre 1968 à la Commission de toponymie du Québec.